# 标签联合
标签联合（英語：tagged union）也称可辨识联合（discriminated union）或者变体类型（variant type），指的是这样的一种数据结构，它能够存储一组不同但是固定的类型中某个类型的对象，具体是哪个类型由标签字段决定。这种数据结构在解释器、数据库和数据通信中非常有用。需要注意的是，可辨识联合英文原词在数学中又指不相交并集（disjoint union）。